# Strepsichlora acutilunata
Strepsichlora acutilunata là một loài bướm đêm trong họ Geometridae.